# Escut de Preixana
L'escut oficial de Preixana té el següent blasonament:
Escut caironat: d'or, un peix de sable nedant sobre un riu en forma de faixa ondada d'atzur. Per timbre una corona mural de poble.

## Història
Va ser aprovat el 28 de setembre de 1984 i publicat al DOGC el 14 de novembre del mateix any amb el número 485.
El peix és el senyal parlant tradicional al·lusiu al nom del poble.